# Neustadt in Holstein
Pour les articles homonymes, voir Neustadt.
Neustadt in Holstein est une ville dans l'arrondissement du Holstein-de-l'Est (Kreis Ostholstein), en Schleswig-Holstein, Allemagne. Elle se trouve dans la baie de Lübeck (mer Baltique), à 32 km au nord-est de Lübeck, et à 60 km au sud-est de Kiel. La ville possède un port et une vieille ville réputés, et des bâtiments historiques tels l'église et le Kremper Tor, datant du Moyen Âge.
Neustadt et les villages qui l'entourent (Pelzerhaken, Sierksdorf et Rettin) forment une petite agglomération touristique avec de nombreuses plages réputées pour la pratique de la planche à voile. La commune voisine Sierksdorf abrite également le parc d'attractions Hansa-Park.

## Jumelage
- Rønne (Danemark) depuis le 1er août 1982 puis  Bornholm (Danemark) depuis le 16 février 2006[1]

La ville fait également partie d'une grande réunion Neustadt in Europa (« Neustadt en Europe ») regroupant toutes les villes d'Europe portant le nom de Neustadt. 37 villes participent, la fête se déroule chaque année dans une ville différente, Neustadt en Holstein l'a accueilli en 2007.

## Galerie

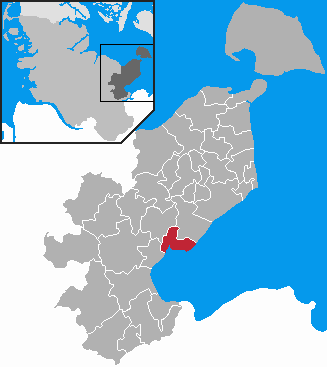
Localisation de Neustadt dans l'arrondissement du Holstein-de-l'Est
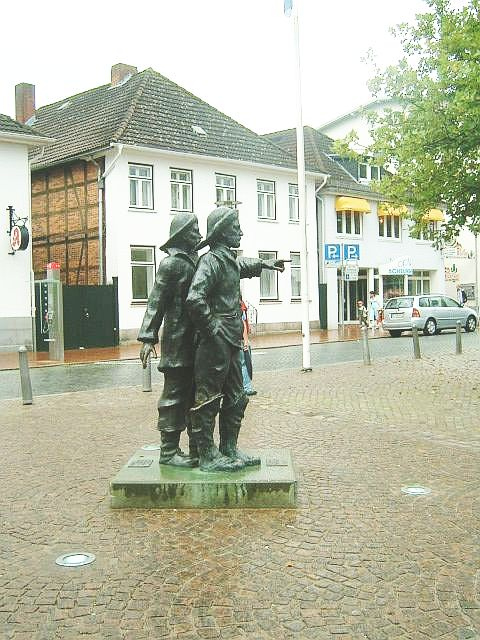
Statue des pêcheurs de Serge Mangin (1994)
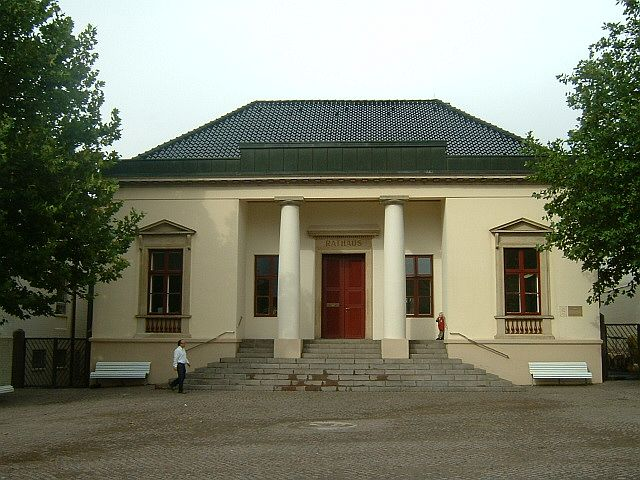
La maison communale
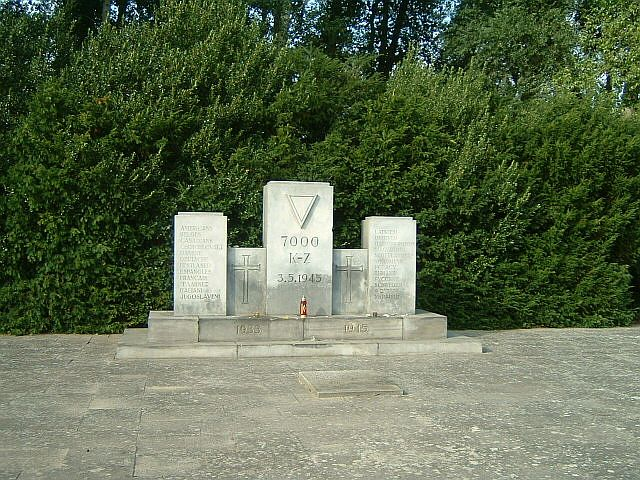
Mémorial du Cap Arcona